# Timoteu II
Timoteu II (en grec Τιμόθεος Β') va ser patriarca de Constantinoble de l'any 1612 al 1620.
Timoteu havia nascut a Panormos (actual Bandırma, vora el mar de Màrmara. Va succeir en el tron patriarcal a Neòfit II, encara que per uns dies va ocupar el lloc interinament Ciril Lucaris. L'any 1614 va engrandir i va fer algunes reparacions a la Catedral patriarcal de Sant Jordi, on des de 1601 hi havia la seu del patriarcat.
Era un home piadós, que es va esforçar a combatre les intromissions dels jesuïtes a la política de l'Església Ortodoxa. El van enverinar i va morir el 3 de setembre de 1620. El va succeir Ciril Lucaris.